# Santa María en Vallicella (título cardenalicio)
El título cardenalicio de Santa María en Vallicella fue instituido el 18 de diciembre de 1937 por el papa Pío XI en la constitución apostólica Quum S. Thomae en Parione reemplazando al título de Santo Tomás en Parione cuya iglesia en relación estaba deteriorada.
El título cardenalicio es atribuido a un cardenal presbítero y se enlaza a la iglesia Santa Maria in Vallicella o Chiesa Nuova situada en el rione Parione de Roma.

## Titulares
- - Vacante (1937-1946)
- Benedetto Aloisi Masella (1946-1948)
- Francesco Borgongini-Duca (1953-1954)
- Paolo Giobbe (1958-1972)
- James Robert Knox (1973-1983)
  - Vacante (1983-1988)
- Edward Bede Clancy (1988-2014)
- Ricardo Blázquez Pérez (2015-)